# Свилајнац
Свилајнац је градско насеље у Србији и седиште истоимене општине у Поморавском управном округу. Према попису из 2022. било је 8.593 становника.
У општини Свилајнац има 22 насеља (један град и двадесет једно село).

## Историја
Плодна подручја Велике Мораве и Ресаве била су насељена још у најдавнијим временима. На тим просторима живели су прво Трачани, које су покорили Римљани и основали своју провинцију Горњу Мезију. Словени рано насељавају Ресаву, где су познати као Браничевци и Моравци. За Ресаву је посебно важан период од Српске деспотовине, када је овај крај доживео завидан економски и културни просперитет.
Први писани историјски споменици о ресавским селима потичу из 15. века. Свилајнац се први пут спомиње 1467. године, као село „Свилајнац са 30 кућа“. Сматра се да је село добило име Свилајнац због тога што су се његови житељи бавили узгојем свилених буба и производили свилу. По документима из 1718. године, Свилајнац има свега 12 домова, а 1733. године село у ресавској парохији има 28 домова. Године 1930. записано је да је Свилајнац варош на реци Ресави и да се варош дели на: Чаршију, Бојачу, Влаовачку малу, Доњи крај, Запис и Циганску малу. Свилајнац у том тренутку има 1187 кућа са 5356 особа.
Свилајнац је одувек био познати трговачки и занатски град. Данас је то општински центар у плодној ресавској и моравској долини. Као значајан индустријски центар Србије задржао је дух старих времена и уз развој занатства и трговине у граду су никли многобројни угоститељски објекти. И данас се угоститељски објекти уређују и прилагођавају клијентели.

## Географија
Свилајнац се налази на око 100 km од Београда у смеру југ-исток, на обалама Велике Мораве и Ресаве. Град има 9.395, а цела општина око 25.511 становника.
Свилајнац се налази на 103 метара надморске висине, на координатама 44º19'10 и 44°03'20 северне географске ширине и 21º08' и 21º25 источне географске дужине.
Општина Свилајнац је природно-географски комбинација равничарског и брежуљастог рељефа, са умереном климом и плодним земљиштем, што је добра основа за најважнију делатност Доње Ресаве - пољопривреда. Налази се на месту где долина Ресаве сраста са долином Велике Мораве. Насеље Свилајнац, као центар истоимене општине са 22 насеља и површином од 32.640 хектара, налази се у Источној Србији у широј зони равничарског дела великоморавске долине, која представља окосницу просторног развоја републике, дугорочно посматрано. Са друге стране, на око 4 km низводно од Свилајнца у Велику Мораву се улива река Ресава, која протиче кроз град и својом долином отвара - шири низијски део ослоњен на моравску низију, по чему се читава низија назива Ресава.

## Привреда
Вековима су трговина и пољопривреда главне делатности, па и данас. Међутим почевши од 2008. оживљава се и индустрија града.
Традиција пољопривреде је настављена и проширена, а од средине 2010. Свилајнац је национални центар за организацију производње органске хране у области сточарства. У једној од три индустријске зоне општине послују два велика, међународна и извозно оријентисана, произвођача и прерађивача поврћа:
1. Три Стан Свежи Производи (Tri Stan Fresh Produce)[1], чији су капацитети 7 милиона тегли корнишона и цвекле годишње
2. Само Зелено (Green Only)[тражи се извор], који производи зачинско биље (лук влашац, менту, таргон, руколу, першун, мирођију и касуљицу) за тржиште Европске уније.

Са почетком 2011., у Свилајнцу своју производњу расветних тела започиње и светски гигант Панасоник (Panasonic)
У току је реализација већег броја инвестиција у привреди.

## Култура
Поморавље је релативно богато споменицима средњовековне културе, јер је то била позорница важних историјских збивања. У трећој четвртини 13. века, под ударцима Турака, економски, политички и културни центар помера се на север у области Западне и Велике Мораве. Удаљени од изворних области Рашке и македонске школе, односно српско-византијске школе, моравски неимари стварају нове архитектонске комбинације у којима користе тековине својих претходника, али их у исто време освежавају новим елементима источњачког порекла. Тако настаје нова архитектонска школа под именом моравска школа. У непосредној близини Свилајнца налази се значајна школа-манастир Манасија. Остали мање познати манастири су Томић, Златенац и Миљков манастир.
У месту се налази Ресавска библиотека Свилајнац.

### Позориште
Зграда центра за културу је подигнута 1924. године за Соколско друштво „Душан Силни“. У истој згради је 1964. основан Раднички универзитет „Драгош Илић“, из кога је деведесетих година произишао садашњи Центар за културу Свилајнац.
Главна манифестација Центра за културу су „Синђелићеви дани“, која се организује крајем маја у спомен ресавског војводе Стевана Синђелића и његових сабораца трагично страдалих на Чегру.
Позоришни аматеризам у Свилајнцу има дугу традицију и везује се за оснивање Читаонице омладине ресавске 1868. Данас је градско позориште једно од бољих аматерских позоришта у Србији, што потврђује и чињеница да је четири године пролазило регионалну селекцију и пласирало се на републички фестивал у Кули.
Освајањем прве награде на овом фестивалу 2006. године, свилајначко позориште прошло је у виши ранг такмичења на Међународном фестивалу аматерских позоришта у Требињу, где су глумци појединачно освојили четири „Златне маске“.
Културно-уметничко друштво «Синђелић» настало из певачког друштва „Поклич“ које је основано 1869. године.
Од 1945. године ради под називом „Милоје Живановић“, а од 1996. мења име у КУД „Синђелић“.
„Синђелић“ броји око 150 чланова и састоји се од дечјег, припремног и извођачког ансамбла.
Након вишедеценијског занемаривања и пропадања, великим залагањем локалне самоуправе, 2011. крећу радови на реконструкцији овог објекта.

## Познати Свилајнчани
- Дарко Ф. Рибникар
- Милош Савчић
- Стеван Синђелић
- Станојло Милинковић
- Мирољуб Аранђеловић Кемиш
- Мирко Koдић
- Владан Радача

## Знаменитости
- Споменик Мари Ресавкињи
- Споменик Стевану Синђелићу
- Алеја палих бораца
- Кућа Стевана Синђелића
- Природњачки центар Србије
- Црква Светог Николе у Свилајнцу
- Зграда Старе болнице у Свилајнцу
- Зграда Старе гимназије у Свилајнцу
- Зграда Ресавске библиотеке у Свилајнцу
- Кућа у Ул. Устаничкој 25 у Свилајнцу

## Образовање
Почеци просветитељског рада у Свилајнцу везани су за прве деценије 19. века. Свилајнац још у Карађорђево време добија Малу школу (основну), мада први званични подаци говоре да се о школству у Свилајнцу може говорити тек од 1818, када кнез Милош шаље првог учитеља.
Брз економски развој допринео је проглашењу Свилајнца за варошицу 1846. године.
Свилајнчани су схватили колики је значај културно-просветитељског рада па се 1857. год отвара Школа за женску децу. На Цвети 1860. године отворена је и Недељна школа, коју су похађали калфе и шегрти.
Значајан датум је и отварање Читаонице омладине ресавске, 3. априла 1868. године. Ту је никла идеја да се отвори Гимназија у Свилајнцу. После много труда, Свилајнчани добијају Гимназију.
У периоду од 1960. до 1964. Гимназија је радила као истурено одељење Гимназије у Јагодини. Године 1977. Гимназија и Школа за КВ раднике се интегришу у ОУР „Драгош“, а 1987. године формиран је Образовни центар усмереног образовања и васпитања „Лаза Стојановић“.
Од Образовног центра 1. априла 1987. формиране су две самосталне школе – Пољопривредна школа и школа „Лаза Стојановић“. Од 1990. Гимназија у Свилајнцу води се као истурено одељење Гимназије у Ћуприји, а у оквиру Машинске школе. Данас је гимназија део Средње школе „Свилајнац“ у Свилајнцу.
2010. године у Свилајнцу је почео са радом Факултет еколошке пољопривреде Универзитета Едуконс. Настао је стратешким партнерством Универзитета Едуконс, Пољопривредно-ветеринарске школе са домом ученика Свилајнац и општине Свилајнац. Циљ оснивања факултета је стварање стручног кадра у региону који ће се бавити производњом здравствено безбедне хране.
Средње школе у Свилајнцу:
- Пољопривредно-ветеринарска школа са домом ученика Свилајнац
- Гимназија Свилајнац
- Средња школа „Свилајнац”

Основне школе у Свилајнцу:
- ОШ „Јован Јовановић Змај” Свилајнац

Остале основне школе у општини Свилајнац:
- ОШ „Вожд Карађорђе” Кушиљево
- ОШ „Бранко Радичевић” Седларе
- ОШ „Стеван Синђелић” Војска

## Градови побратими
- Кањижа
- Радовљица
- Дранси

## Демографија
Ово насеље је великим делом насељено Србима (према попису из 2022. године).
|             | \| Демографија[4] \| Демографија[4] \| Демографија[4] \| \| Година \| Становника \| Становника \| \| -------------- \| -------------- \| -------------- \| \| 1948. \| 5.046 \| \| \| 1953. \| 5.049 \| \| \| 1961. \| 5.895 \| \| \| 1971. \| 7.762 \| \| \| 1981. \| 9.340 \| \| \| 1991. \| 9.622 \| 8.568 \| \| 2002. \| 9.395 \| 10.497 \| \| 2011. \| 9.198 \| \| \| 2022. \| 8.593 \| \| |            |
| Демографија | |            |
| Година      | Становника | Становника |
| 1948.       | 5.046 |            |
| 1953.       | 5.049 |            |
| 1961.       | 5.895 |            |
| 1971.       | 7.762 |            |
| 1981.       | 9.340 |            |
| 1991.       | 9.622 | 8.568      |
| 2002.       | 9.395 | 10.497     |
| 2011.       | 9.198 |            |
| 2022.       | 8.593 |            |

| Етнички састав према попису из 2002.‍ | Етнички састав према попису из 2002.‍ | Етнички састав према попису из 2002.‍ | Етнички састав према попису из 2002.‍ | Етнички састав према попису из 2002.‍ |
| ------------------------------------ | ------------------------------------ | ------------------------------------ | ------------------------------------ | ------------------------------------ |
|                                      |                                      |                                      |                                      |                                      |
| Срби                                 | Срби                                 |                                      | 8.930                                | 95,05%                               |
| Роми                                 | Роми                                 |                                      | 182                                  | 1,93%                                |
| Црногорци                            | Црногорци                            |                                      | 31                                   | 0,32%                                |
| Хрвати                               | Хрвати                               |                                      | 29                                   | 0,30%                                |
| Македонци                            | Македонци                            |                                      | 22                                   | 0,23%                                |
| Југословени                          | Југословени                          |                                      | 14                                   | 0,14%                                |
| Румуни                               | Румуни                               |                                      | 9                                    | 0,09%                                |
| Власи                                | Власи                                |                                      | 5                                    | 0,05%                                |
| Словенци                             | Словенци                             |                                      | 4                                    | 0,04%                                |
| Бугари                               | Бугари                               |                                      | 3                                    | 0,03%                                |
| Муслимани                            | Муслимани                            |                                      | 2                                    | 0,02%                                |
| Украјинци                            | Украјинци                            |                                      | 1                                    | 0,01%                                |
| Мађари                               | Мађари                               |                                      | 1                                    | 0,01%                                |
| Албанци                              | Албанци                              |                                      | 1                                    | 0,01%                                |
| непознато                            | непознато                            |                                      | 95                                   | 1,01%                                |

| Година пописа     | 1948. | 1953. | 1961. | 1971. | 1981. | 1991. | 2002. |
| ----------------- | ----- | ----- | ----- | ----- | ----- | ----- | ----- |
| Број домаћинстава | 1.559 | 1.578 | 1.927 | 2.529 | 3.006 | 3.093 | 3.141 |

| Број чланова      | 1   | 2   | 3   | 4   | 5   | 6   | 7  | 8  | 9 | 10 и више | Просек |
| ----------------- | --- | --- | --- | --- | --- | --- | -- | -- | - | --------- | ------ |
| Број домаћинстава | 621 | 770 | 614 | 666 | 215 | 186 | 42 | 14 | 8 | 5         | 2,99   |

| Пол    | Укупно | Неожењен/Неудата | Ожењен/Удата | Удовац/Удовица | Разведен/Разведена | Непознато |
| ------ | ------ | ---------------- | ------------ | -------------- | ------------------ | --------- |
| Мушки  | 3.589  | 885              | 2.427        | 153            | 108                | 16        |
| Женски | 4.180  | 768              | 2.450        | 679            | 248                | 35        |
| УКУПНО | 7.769  | 1.653            | 4.877        | 832            | 356                | 51        |

| Пол    | Укупно                    | Пољопривреда, лов и шумарство | Рибарство                            | Вађење руде и камена | Прерађивачка индустрија       |
| ------ | ------------------------- | ----------------------------- | ------------------------------------ | -------------------- | ----------------------------- |
| Мушки  | 1.713                     | 160                           | 1                                    | 3                    | 337                           |
| Женски | 1.462                     | 68                            | 0                                    | 0                    | 221                           |
| УКУПНО | 3.175                     | 228                           | 1                                    | 3                    | 558                           |
| Пол    | Производња и снабдевање   | Грађевинарство                | Трговина                             | Хотели и ресторани   | Саобраћај, складиштење и везе |
| Мушки  | 162                       | 65                            | 352                                  | 57                   | 72                            |
| Женски | 51                        | 4                             | 415                                  | 76                   | 29                            |
| УКУПНО | 213                       | 69                            | 767                                  | 133                  | 101                           |
| Пол    | Финансијско посредовање   | Некретнине                    | Државна управа и одбрана             | Образовање           | Здравствени и социјални рад   |
| Мушки  | 16                        | 49                            | 168                                  | 91                   | 71                            |
| Женски | 25                        | 33                            | 104                                  | 125                  | 225                           |
| УКУПНО | 41                        | 82                            | 272                                  | 216                  | 296                           |
| Пол    | Остале услужне активности | Приватна домаћинства          | Екстериторијалне организације и тела | Непознато            | Непознато                     |
| Мушки  | 49                        | 0                             | 0                                    | 60                   | 60                            |
| Женски | 49                        | 2                             | 0                                    | 35                   | 35                            |
| УКУПНО | 98                        | 2                             | 0                                    | 95                   | 95                            |